# Tomislav Sokol
Tomislav Sokol (20 de setembro de 1982) é um político croata que atualmente atua como membro do Parlamento Europeu pela União Democrática Croata desde 2019.
Para além das suas atribuições nas comissões, Sokol faz parte da delegação do Parlamento à Comissão Parlamentar Mista UE-Turquia. É também membro do Intergrupo do Parlamento Europeu para os Mares, Rios, Ilhas e Zonas Costeiras. e do grupo MEPs Against Cancer.